# 秘密懷孕
秘密懷孕是指孕婦一直到分娩時才知道自己已經懷孕。其原因可能包括其體重因用藥而受到影響、有規則的月經、沒有一般懷孕常有的症狀，或者其胎兒體型特別的小。
秘密懷孕和否認懷孕不同，後者在潛意識中知道有懷孕，但否認懷孕的事實。據統計每450個孕婦會有一個在懷孕二十週後（已超過懷孕期間的一半）才知道自己懷孕，而每2500個孕婦中會有一個到要分娩時才知道自己有懷孕。

## 醫學上的秘密懷孕
電視節目《I Didn't Know I Was Pregnant》中提及許多醫學上秘密懷孕產婦的故事，她們到分娩或是陣痛時才意識到懷孕了。大多數的孕婦在懷孕過程有間斷性的出血，被孕婦誤認為是月經，有些則是因為原先多囊卵巢綜合症（PCOS）而沒有月經，或是因為其他和不孕有關的症狀，沒有意識到懷孕的情形。她們在懷孕過程也沒有明顯的體重增加，或是其他典型的懷孕症狀（例如害喜或是乳房變敏感）。有些孕婦有懷孕的症狀，但因為已有疾病症狀類似而被誤認，或是自行進行妊娠试验而得到陰性的結果（偽陰性）。
有些產婦知道有懷孕，但是有早期流產症狀，一直到嬰兒出生時才知道仍在懷孕中。常常發現在嬰兒出生後，產婦才想到之前的一些症狀其實是懷孕的症狀，但被忽略了。對於正常懷孕的婦女而言，一般會認為不可能「感覺」不到自己懷孕。不過在上述節目的產科醫生表示，依照胎盤位置的不同，有可能感覺不到胎兒的動作。